# Massagno
Massagno é uma comuna da Suíça, no Cantão Tessino, com cerca de 6.038 habitantes. Estende-se por uma área de 0,74 km², de densidade populacional de 8.159 hab/km². Confina com as seguintes comunas: Lugano, Savosa.
A língua oficial nesta comuna é o Italiano.